# 216e division d'infanterie (Empire allemand)
Pour les articles homonymes, voir 216e division d'infanterie.
La 216e division d'infanterie est une unité de l'armée allemande créée en Galicie en 1916 qui participe à la Première Guerre mondiale. De 1916 à avril 1918, la division occupe plusieurs positions sur le front de l'est, tout d'abord en Galicie avant de combattre sur le front roumain. En avril 1918, la division est envoyée renforcer le front de l'ouest dans les Flandres dans le secteur de Kemmel. Elle est ensuite transférée sur l'Aisne pour renforcer la ligne de front devant la poussée des troupes alliées. Après la signature de l'armistice, la division est transférée en Allemagne où elle est dissoute au cours de l'année 1919.

## Première Guerre mondiale

### Composition

#### 1916
- 177e brigade d'infanterie

182e régiment d'infanterie
354e régiment d'infanterie
21e régiment d'infanterie de réserve
- 54e régiment d'artillerie de campagne
- 2e bataillon de pionniers de Landwehr de la Garde

#### 1917
- 177e brigade d'infanterie

42e régiment d'infanterie
354e régiment d'infanterie
59e régiment d'infanterie
- 54e régiment d'artillerie de campagne
- 216e bataillon de pionniers

#### 1918
- 177e brigade d'infanterie

42e régiment d'infanterie
354e régiment d'infanterie
59e régiment d'infanterie
- 205e escadron de cavalerie
- 216e commandement d'artillerie divisionnaire

54e régiment d'artillerie de campagne
3e bataillon du 10e régiment d'artillerie à pied (9e et 11e batterie)
- 217e bataillon de pionniers

### Historique
La division est formée en Galicie en juillet 1916 lors du passage des divisions de quatre à trois régiments d'infanterie. Elle amalgame trois régiments le 182e régiment d'infanterie issu de la 123e division d'infanterie, le 354e régiment d'infanterie issu de la 38e division d'infanterie et le 21e régiment d'infanterie de réserve issu de la 217e division d'infanterie.

#### 1916
- octobre - 8 novembre : après sa formation, la division occupe une partie du front en Galicie à l'est de Berejany.
- 8 novembre - 31 décembre : transfert sur le front de Transylvanie dans la vallée de l'Olt. À partir du mois de novembre, la division est engagée dans la campagne contre la Roumanie. Elle atteint à la fin du mois de décembre le sud de Râmnicu Sărat[1].

#### 1917
- janvier - août : la division occupe un secteur du front dans la région de Focșani. Au cours du mois d'août, la division est impliquée dans des offensives autour de la ville, les pertes sont sévères surtout pour le 182e régiment d'infanterie.
- août 1917 - avril 1918 : occupation d'un secteur du front roumain dans le secteur de Buzău.

#### 1918
- 1er - 12 avril : retrait du front, la division est transférée sur le front de l'Ouest par Bucarest, Budapest, Prague, Dresde, Leipzig, Erfurt, Francfort-sur-le-Main, Thionville, Luxembourg, Namur, Mons, Valenciennes pour atteindre Orchies[1].
- 12 avril - 9 mai : regroupement et entrainement en arrière des monts des Flandres.
- 9 mai - 18 juin : occupation d'un secteur du front sur le mont Kemmel, excepté la première semaine de juin où la division est en repos à l'arrière du front[1].
- 18 juin - 23 juillet : retrait du front, entrainement dans la région nord de Courtrai.
- 23 - 28 juillet : transport par VF dans la région de Laon, puis mouvement par étape pour atteindre la ligne de front au sud de Fismes.
- 29 - 30 juillet : engagée vers Cierges et à l'ouest du bois Meunière[1].
- 31 juillet - 5 septembre : retrait et mouvement de rocade, la division occupe un secteur du front dans la vallée de la Vesle à l'est de Fismes.
- 5 septembre - 10 octobre : repli vers la ligne de l'Aisne, puis occupation d'un secteur entre l'ouest de Révillon et le sud de Villers-en-Prayères[2].
- 10 - 23 octobre : la division est contrainte au repli devant la poussée des troupes alliées. Elle se trouve vers Bouconville-Vauclair, puis au nord d'Aubigny-en-Laonnois les 11 et 12 octobre, Montaigu le 13 octobre pour atteindre Liesse-Notre-Dame et Sissonne[2].
- 23 octobre - 5 novembre : mouvement de rocade, la division occupe un secteur du front en Champagne vers Château-Porcien.
- 5 - 11 novembre : retrait du front, la division est en réserve de la 5e armée allemande. Après la signature de l'armistice, la division est transférée en Allemagne et dissoute au cours de l'année 1919.

## Chefs de corps
| Grade                          | Nom              | Date                               |
| ------------------------------ | ---------------- | ---------------------------------- |
| Generalmajor / Generalleutnant | Detlev Vett (de) | 6 septembre 1916 - 21 janvier 1919 |